# Actium functum
Actium functum är en skalbaggsart som beskrevs av Albert A. Grigarick och Schuster 1971. Actium functum ingår i släktet Actium och familjen kortvingar. Inga underarter finns listade i Catalogue of Life.